# 四溴化锗
四溴化锗是锗的一种溴化物。

## 制备
四溴化锗可以由锗和溴在 200 °C 直接反应而成。
{\displaystyle {\ce {Ge + 2Br2 -> GeBr4}}}
它也可以由二氧化锗和氢溴酸在 180 °C反应而成。
{\displaystyle {\ce {GeO2 + 4HBr -> GeBr4 + 2H2O}}}

## 性质
四溴化锗是一种白色固体，带有酸味，与水剧烈反应。  它可溶于酒精、四氯甲烷、苯和乙醚。 四溴化锗为立方晶系，空间群 Pa3 (No. 205)，晶格参数为 a = 11.17 Å。 四溴化锗晶体是由四面体的 GeBr4分子组成的。